# Frank Whittle
Air Commodore Sir Frank Whittle, OM, KBE, CB, FRS, FRAeS 1 tháng 6 năm 1907 - 9 tháng 8 năm 1996) là một sĩ quan không quân Không quân Hoàng gia Anh. Ông được biết tới là một trong những người đi tiên phong trong việc thiết kế động cơ phản lực. Một bằng sáng chế đã được đệ trình bởi Maxime Guillaume vào năm 1921 cho một phát minh tương tự; tuy nhiên, điều này là không khả thi về mặt kỹ thuật tại thời điểm đó. Động cơ phản lực của Whittle được phát triển sớm hơn một vài năm so với Hans von Ohain của Đức, người là người thiết kế động cơ phản lực vận hành đầu tiên.